# اندیس ضیاکوه
ضیاکوه یک اندیس فلزی است که در حوالی شهر رشت استان گیلان قرار دارد و مادهٔ معدنی موجود در آن، طلا است.سنگ میزبان این اندیس گرانودیوریت تادیوریت است  در این اندیس، پاراژنز‌های طلا،قلع،نیکل یافت می‌شوند.